# Kvalserien till Svenska Superligan
Kvalserien till Svenska Superligan kallas den serie som avgör vilka lag som går vidare från kvalspel till Svenska Superligan alternativt flyttas ner en division. Kvalserien avgjordes säsongerna 2007/08, 2009/10 och 2010/11 för herrar och har sedan säsongen 2011/12 avgjorts för damer. Kvalserien till Svenska Superligan ersatte den gamla kvalserien till Elitserien i innebandy.

## Säsonger
- 2007 - Herrar
- 2009 - Herrar
- 2010 - Herrar
- 2012 - Damer
- 2013 - Damer